# Жировница (Идрија)
Жировница (словен. Žirovnica, итал. Zironizza) је насељено место у општини Идрија, Горишка регија, Словенија.

## Историја
До територијалне реорганизације у Словенији била је у саставу старе општине Идрија.

## Становништво
У попису становништва из 2011. године, Жировница је имала 20 становника.
| Број становника према пописима | Број становника према пописима | Број становника према пописима |
| ------------------------------ | ------------------------------ | ------------------------------ |
| 1991                           | 2002                           | 2011                           |
| 39                             | 26                             | 20                             |

Напомена: Године 2012. умањено за део насеља који је припојен насељу Совра (Жири, Горењска регија).